# Heavy Load
Heavy Load (с англ. — «Тяжелый груз») — шведская хеви-метал группа из Стокгольма. Её часто называют первой шведской хеви-метал группой, известной своими темами о викингах. Братья Вальквисты, основавшие группу в 1976 году вместе с Михаэлем Баклером, впоследствии стали продюсерами и владельцами лейбла Thunderload Records в Швеции, а также некоторое время продюсировали Veni Domine и Candlemass.
В состав группы, выступавшей на гастролях и записывавшей демо-записи, входили басист UFO и The Damned Пол Грей, гитарист Treat Лейф Лильегрен и известный архитектор Ээро Койвисто. Фил Лайнотт из Thin Lizzy сыграл на одной из выпущенных песен группы. Известный шведский музыкальный журналист и ведущий музыкального шоу SVT1 Андерс Тенгнер был менеджером группы с 1978 по 1985 год.
В 2000-х годах случилась беда: студия Thunderload Studios серьёзно пострадала из-за протечки воды, что положило конец официальному существованию группы. После распада группа продолжила выступать с другими коллективами.
Группа воссоединилась в октябре 2017 года и анонсировала серию концертов на 2018 год, включая выступление на шведском рок-фестивале в июне.
6 сентября 2023 года группа анонсировала свой первый за 40 лет альбом Riders of the Ancient Storm, который вышел 6 октября.
7 января 2025 года было объявлено, что основатель группы Рагне Вальквист скончался в возрасте 69 лет. На момент его смерти группа работала над новым альбомом, который, по их словам, будет завершён.

## Дискография
Студийные альбомы
- Full Speed at High Level (1978)
- Death or Glory (1982)
- Stronger Than Evil (1983)
- Riders of the Ancient Storm (2023)

Мини-альбомы
- Metal Conquest (1981)

Прочее
- "Take Me Away" (single, 1982)
- Live (VHS, 1983)
- "Free" (single, 1983)
- "Monsters of the Night" (single, 1985)